# Тестостерон (фильм, 2007)
«Тестостерон» (пол. Testosteron) — польский художественный фильм, комедия 2007 года. Режиссёры Томаш Конецкий и Анджей Сарамонович (он же и сценарист).

## Сюжет
Завязка фильма — перед алтарем невеста заявляет жениху Корнелю, что любит другого мужчину, целует в церкви гостя Tretyna и сбегает. В церкви драка, жениха увозят в реанимацию.
Далее отец жениха, грек Ставрос, друг жениха Жук, гитарист Фистах похищают Tretyna, отвозят в пригородный зал для приемов, где официант Тит готовит место к свадьбе. Приезжает потенциальный супруг Корнель и его брат Янис.
Наступает главный сюжет фильма — откровенные «голые» рассказы мужчин о своих историях отношений с женщинами.

## В ролях
- Пётр Адамчик
- Борис Шиц
- Мацей Штур
- Кшиштоф Стельмашик
- Цезарий Косиньский
- Томаш Кароляк
- Томаш Кот
- Магдалена Бочарская
- Мария Гладковская
- Мирослава Ольбиньская
- Юлия Петруха
- Магдалена Гурска
- Войцех Мецвальдовский
- Пётр Малишевский
- Катажина А. Леконт